# Biddy Early
Biddy Early, pravim imenom Bridget Ellen Early (Faha Ridge, okrug Clare, Irska, 1798. - Feakle, okrug Clare, 22. travnja 1874.), tradicionalna je irska iscjeljiteljica, travarka i vidovnjakinja koja je pomagala ljudima. Dio lokalnih mještana i svećenici optužili su je za vještičarenje.
Rodila se kao Bridget Ellen O'Connor (ili Connors) u obitelji siromašnog farmera Johna Thomasa Connorsa i Ellen Early. Kao djevojčica dosta je vremena provodila sama i tvrdila je da može komunicirati s vilama. Od majke je naučila tajne ljekovitog bilja od kojeg je pripravljala lijekove. Kada je imala 16 godina, majka joj je umrla od pothranjenosti pa je preuzela brigu o kućanstvu. Predvidjela je smrt lokalnog iznajmljivača nekretnina Sheehyja nakon čega je postala poznata kao vidovnjakinja.
S vremenom se preselila u mjesto Kilbarron u istom okrugu gdje je provela većinu života. Tijekom idućih desetljeća pomogla je brojnim ljudima u ozdravljenju i liječenju poremećanja te uklanjanju opsjednutosti uzrokovane djelovanje vila. Svoje usluge nije naplaćivala novcem, već hranom i pićem. Osim biljkama, koristila se i crnom bocom koja joj je služila za proricanje poput kristalne kugle. Udavala se više puta te je imala sina i najvjerojatnije kćer.
Godine 1865. lokalni svećenici optužili su je za bavljenje magijom i vještičarstvom, zbog čega se našla pred sudom, ali sud ju je oslobodio optužbe, jer većina svjedoka nije htjela svjedočiti protiv nje.